# Spoiler (onthulling)
Een spoiler is informatie die een deel van het verhaal verklapt van bijvoorbeeld een boek of film, dat voor de lezer of kijker verborgen had moeten blijven. Vaak is dit informatie die pas laat in het verhaal verteld wordt. Kennisname vooraf daarvan kan de spanning en verrassing bederven. Daarom wordt er in boeken en op websites wel een "leeswaarschuwing" of "plotwaarschuwing" gebruikt om aan te geven dat er spoilers volgen. Zulke leeswaarschuwingen staan bijvoorbeeld ook op deze website als er bijvoorbeeld een samenvatting van een film of boek volgt. Ook kan op een website de spoiler eerst onzichtbaar zijn, en zichtbaar worden door bijvoorbeeld selecteren. Dit gebeurt vaak op websites van realityprogramma's of talentenjachten. Er wordt dan voordat de site wordt geopend een pagina getoond waarop kan worden geselecteerd of je door wil gaan naar de website of eerst nog de aflevering wilt terugkijken. Zo wordt voorkomen dat mensen die de betreffende aflevering hebben gemist voordat ze deze terug willen kijken al weten wie er afgevallen is of wie er gewonnen heeft. Op deze manier kunnen ze dan eerst de aflevering bekijken en dan pas naar de site gaan. Ook op sites die berichten publiceren over tv-programma's wordt gewaarschuwd wanneer een bericht mogelijk een spoiler bevat, zoals bv. een verslag van een aflevering. Zo'n bericht wordt dan voorafgegaan door de tekst "Spoiler alert" of een soortgelijke waarschuwing. Zo weten mensen die de betreffende aflevering nog niet hebben gezien dat ze het betreffende bericht nog niet moeten lezen.
Sommigen vertellen opzettelijk spoilers om voor anderen het lees-/kijkplezier te verpesten, bijvoorbeeld als er net een nieuw deel uit is van een populaire serie.
Spoilers zijn ook vervelend voor de makers van tv-programma's, met name programma's met een competitieformat die lang van tevoren worden opgenomen. Het zou dan heel vervelend zijn als de deelnemers of het verloop van het programma worden bekendgemaakt voordat zo'n programma wordt uitgezonden, dat zou het programma kunnen bederven. Om dit te voorkomen geldt bij dergelijke programma's een geheimhoudingsplicht. Deelnemers aan deze programma's en andere mensen die hierbij betrokken zijn, zoals crewleden en eventueel studiopubliek moeten dan voorafgaand aan de opnames een geheimhoudingsverklaring tekenen, waarbij ze een hoge boete kunnen riskeren als ze voor uitzending hun mond voorbij praten. Dit betekent ook dat deelnemers als ze voor de opnames op reis moeten of als ze hun identiteit geheim moeten houden ten behoeve van het programma(indien deze in het programma geraden moet worden, zoals bv. bij The Masked Singer), een goede en geloofwaardige smoes moeten verzinnen voor hun afwezigheid(ze mogen dan niet vertellen waar ze naartoe gaan, wat ze daar gaan doen en hoe lang ze weg zijn). Als er tijdens de opnames een trofee of beker wordt uitgereikt aan de winnaar dient deze goed verstopt te worden totdat de winnaar officieel wordt bekendgemaakt(hij mag tot die tijd niet worden getoond aan anderen). Op deze manier kan de verrassing voor de kijkers worden gewaarborgd tot het programma wordt uitgezonden. Ook bij datingprogramma's die lang van tevoren worden opgenomen geldt zo'n geheimhoudingsplicht. Dit is om te voorkomen dat mogelijk ontstane relaties voor uitzending uitlekken. Zo blijven ook deze voor de kijkers een verrassing. Bij realityshows die van livestreams gebruik maken kan het eveneens voorkomen dat de finale eerder wordt gespeeld dan dat deze op tv uitgezonden wordt.  De finale wordt dan dus niet live uitgezonden. Om dan te voorkomen dat mensen de finale al zien voordat deze op tv wordt uitgezonden en hierdoor voortijdig uitlekt wie de winnaar is, worden de livestreams op de dag dat de finale wordt gespeeld, uitgeschakeld. Dit gebeurt dan vlak voordat deze gespeeld wordt. Op deze manier blijft de finale en dus ook de winnaar geheim totdat deze op tv wordt uitgezonden. Op deze manier weten de makers van dergelijke programma's dan zeker dat iedereen naar de tv gaat kijken om te zien wie het programma heeft gewonnen. Ook de "zomercliffhanger" van GTST wordt lang van tevoren opgenomen. Dit wordt meestal al gedaan in maart. Ook hierbij is het belangrijk dat deze niet voortijdig uitlekt. Dat zou de soap bederven. Om dit te voorkomen worden deze opnames zeker als deze op locatie gemaakt moeten worden in het diepste geheim gemaakt. Om zeker te zijn dat er niemand in de buurt komt wordt een geloofwaardige smoes verzonnen om de locatie voor de opnames te kunnen afsluiten, zoals bv. wegwerkzaamheden. Dit wordt dan ook vermeld op de borden bij de afsluiting, zodat ook hieruit niet kan worden opgemaakt dat er opnames worden gemaakt.
Spoilers kunnen ook betrekking hebben op bijvoorbeeld de clou van een mop of de oplossing van een puzzel of een computerspel. Tevens kunnen het weergeven en vertellen van game mechanics ook als spoilers worden beschouwd. Ook wordt het gebruikt voor uitslagen van (sport)wedstrijden die mensen later in zijn geheel of in samenvatting op de televisie willen bekijken(komt vaak voor bij wedstrijden die plaatsvinden in landen met een groot tijdsverschil, zoals bv. Australië(komt bijvoorbeeld voor bij de Australian Open tennis, het WK voetbal of Olympische Spelen) deze worden vaak midden in de nacht of 's-ochtends vroeg live uitgezonden en overdag herhaald voor de mensen die dan niet kunnen kijken omdat ze in bed liggen en dan staat de uitslag vaak al op websites).
Het woord komt van het Engelse to spoil, wat 'bederven' of 'verpesten' betekent.